# Heavy Metal: F.A.K.K.² (Computerspiel)
Heavy Metal F.A.K.K.² ist ein Third-Person-Shooter aus dem Jahre 2000, der von Ritual Entertainment entwickelt und von Take 2 Interactive weltweit vertrieben wurde. Es ist ein Lizenzprodukt zum Comicmagazin Heavy Metal und eine inhaltliche Fortsetzung des Animationsfilms Heavy Metal: F.A.K.K.².

## Handlung
Die Geschichte spielt einige Jahre nach den Ereignissen des gleichnamigen Zeichentrickfilms und handelt von Aliens, die eine Invasion auf den Planeten Eden starten. Eden ist die Heimat von Julie, in deren Rolle der Spieler schlüpft, um die Aliens wieder von Eden zu vertreiben.

## Spielprinzip
Heavy Metal: F.A.K.K.² ist ein Third-Person-Shooter bzw. ein Action-Adventure. Wie ihre Kollegin in Tomb Raider kann Julie Seile hinaufklettern und an diesen schwingen, Rohre und Wände erklimmen, sich an Mauervorsprüngen entlang drücken, Kisten schieben oder ziehen und Schalter, Ventile und Hebel benutzen. Ein Novum ist die Möglichkeit, zwei unterschiedliche Waffen gleichzeitig zu benutzen, z. B. ein Schwert und eine Uzi-Maschinenpistole. Diese Möglichkeit wurde wahrscheinlich maßgeblich von den Action-Filmen des Regisseurs John Woo (u. a. Hard Boiled) beeinflusst, der diesen Akimbo-Stil seinerzeit geprägt hat. Je nach Kombination der Waffengattungen sind unterschiedliche Combo-Attacken möglich.

## Entwicklung
Seinerzeit wurde als Grafik-Engine die Quake-III-Arena-Engine verwendet. Die Hauptfigur ist wie im Film der Schauspielerin und Nacktmodel Julie Strain nachempfunden, die auch die Synchronisation der Figur im Original übernahm. Loki Software portierte das Spiel für Linux.

## Rezeption
Das Spiel erhielt meist wohlwollende Kritiken (Metacritic: 78 %). Bis Oktober 2001 verkaufte sich der Titel rund 44.000 Mal.